# Strzelanina na uniwersytecie w Huntsville
Strzelanina na uniwersytecie w Huntsville – strzelanina, do której doszło w dniu 12 lutego 2010 roku na uniwersytecie University of Alabama (konkretniej na jego oddziale zwanym University of Alabama in Huntsville) w mieście Huntsville w stanie Alabama w Stanach Zjednoczonych, w wyniku której zginęły 3 osoby, a 3 inne zostały ranne. Podczas rutynowego spotkania pracowników uniwersytetu 44-letnia profesorka uczelni otworzyła ogień w stronę innych pracowników i wykładowców przy użyciu pistoletu Ruger P95. W momencie strzelaniny w spotkaniu uczestniczyło 12 osób.
Motywy sprawczyni ataku nie są do końca jasne; pośród nich były wymieniane takie przyczyny jak zaburzenia osobowości (już wcześniej dopuszczała się ona pogróżek wobec innych osób) i chęć zyskania rozgłosu.

## Przebieg
W dniu strzelaniny 44-letnia profesor biologii na University of Alabama in Huntsville (UAH) uczestniczyła wraz z innymi profesorami w spotkaniu pracowników naukowych i wykładowców; wcześniej poprowadziła, jak co dnia, zajęcia z anatomii i neuronauki dla studentów.
Według relacji świadków, Bishop siedziała spokojnie na swoim miejscu przez około 30 lub 40 minut spotkania, po czym, ok. godz. 16:00 wyjęła broń (pistolet Ruger P95) i zaczęła strzelać w stronę uczestników.
Po ataku Bishop została wypchnięta przez uczestników spotkania z pokoju (zrobili to, gdy sprawczyni skończyła się amunicja). Następnie sprawczyni uciekła z budynku, pozostawiając broń w pobliskiej łazience; w toku późniejszego śledztwa okazało się, że nie posiadała ona pozwolenia na broń.
Napastniczka została aresztowana kilka minut po strzelaninie przed budynkiem zaatakowanego wydziału (Shelby Center). Policja obawiała się ponadto, że Bishop zaminowała swój dom materiałami wybuchowymi z bronią biologiczną roznoszącą groźne wirusy, gdyż natrafili na opracowania naukowe i fikcyjną opowieść, oba autorstwa Bishop, w którym opisywała ze szczegółami w jaki sposób stworzyć domowej roboty broń biologiczną roznoszącą choroby – ostatecznie policja weszła do mieszkania, nie znajdując tam żadnych materiałów wybuchowych.

## Ofiary strzelaniny
W strzelaninie zginęły 3 osoby, a 3 następne odniosły obrażenia; wszystkie były wykładowcami lub pracownikami naukowymi uczelni. W dniu 19 lutego 2010 odbyło się uroczyste pożegnanie ofiar na kampusie uniwersytetu – zgromadzenie przyciągnęło ok. 3000 uczestników, głównie personel i studentów UAH.

## Sprawczyni
Sprawczynią strzelaniny była 44-letnia wówczas Amy Bishop, absolwentka Northeastern University i wykładowczyni anatomii i neuronauki na University of Alabama in Huntsville, gdzie doszło do ataku.
Zanim zaczęła wykładać na UAH była instruktorem w Harvard Medical School. Zdaniem wielu innych wykładowców z uniwersytetu w Huntsville, Bishop była faworyzowana przez tamtejszego rektora Davida Williamsa oraz resztę władz uczelni.
Poza wykładaniem, Bishop zajmowała się także amatorsko pisarstwem – napisała 3 powieści (nigdy nie zostały opublikowane). Była członkinią klubu pisarskiego Hamilton Writer's Group, do którego dołączyła w latach 90. Jej powieści były przez wielu oceniane jako niepokojące i z licznymi motywami zemsty, myśli samobójczych i pandemii wirusowej wywołanej przez szalonych naukowców.
Inni wykładowcy z University of Alabama opisywali zachowanie Bishop jako dziwne. Miała ona m.in. przerywać spotkania naukowe dziwnymi dygresjami od aktualnie omawianych tematów. Gdy kilku z jej kolegów z uniwersytetu zgłosiło jej niepokojące zachowanie władzom uczelni, te odmówiły Bishop stałej posady na uniwersytecie – wówczas miała zacząć grozić innym wykładowcom oraz pozwała władze uniwersytetu do Federalnej Komisji do spraw Równych Szans w Zatrudnieniu (EEOC) za rzekomy seksizm i dyskryminację. Władze uniwersytetu oraz współpracownicy Bishop odrzucili te oskarżenia, twierdząc, że Bishop jest paranoiczką oraz grozi innym i zachowuje się nienormalnie oraz pogardliwie w obecności innych osób. Studenci także nie mieli najlepszego zdania o sprawczyni, uważając iż jest słabą wykładowczynią oraz pogardliwie traktuje studentów. W pewnym momencie wniesiono nawet petycję podpisaną przez kilkudziesięciu studentów o zawieszenie sprawczyni w wykładaniu; apel nie został jednak wysłuchany przez władze uczelni.
Ponieważ rektor uniwersytetu odmówił jej przyznania stałego zatrudnienia na uniwersytecie, Bishop nie mogła przedłużyć swojego kontraktu na nauczanie, co oznaczałoby iż musiałaby się odejść z uczelni po marcu 2010. Kilkukrotnie apelowała do władz UAH by te zmieniły swoją wcześniejszą decyzję, ale bez skutku.
W dniu 9 grudniu 1986 roku, jako 21-latka, Bishop zastrzeliła własnego brata, Setha, przy użyciu strzelby typu pump-action. Według Bishop oraz jej matki zdarzenie było nieszczęśliwym incydentem. Po strzelaninie z 2010 ponownie wszczęto śledztwo w sprawie owego morderstwa sprzed lat i ustalono, że sprawa mogła być morderstwem z premedytacją upozorowaną na nieszczęśliwy wypadek. Dowody zebrane w 1986 roku przeciwko Bishop zaginęły w niejasnych okolicznościach w 1988 roku, po czym śledztwo zawieszono. Pojawiły się także podejrzenia, że Bishop oraz jej rodzina mogli otrzymać pomoc od skorumpowanego urzędnika rady miasta w Braintree w Massachusetts (gdzie mieszkała wówczas Bishop z rodziną i gdzie doszło do morderstwa Setha Bishopa), Johna Polio, którego wspierała politycznie matka sprawczyni, Judy Bishop. W dniu 16 lutego 2010 roku, 4 dni po zbrodni na uniwersytecie UAH, policja w Huntsville ogłosiła iż przy współpracy z policją z Massachusetts udało się odnaleźć w archiwach fragmenty pism z dowodami obciążającymi Bishop ws. morderstwa z 1986 roku. W pokoju 21-letniej wtedy Bishop policja miała znaleźć wycinek z gazety opowiadający o podobnej zbrodni, którą później popełniła na swoim bracie (w doniesieniach prasowych które miała Bishop w pokoju pojawił się m.in. wątek ucieczki samochodem – Bishop próbowała po zastrzeleniu brata uprowadzić przypadkowy samochód, ale nie udało jej się to). Ustalono ostatecznie, że Bishop mogła chcieć naśladować morderstwo opisane w gazecie. Według doniesień portalu internetowego The Boston Globe chodziło o sprawę z listopada 1986 roku gdy rodzice popularnego aktora Patricka Duffy'ego zostali zastrzeleni przez nieznanego sprawcę. Napastnik posługiwał się strzelbą typu pump-action (takiej samej użyła Bishop do morderstwa Setha Bishopa) i po strzelaninie uciekł samochodem.
W dniu 16 czerwca 2010 roku Bishop została oskarżona o morderstwo jej brata sprzed 24 lat. Zarówno ona jak i jej rodzina konsekwentnie odrzucają twierdzenia o jej odpowiedzialności.
W 1993 roku Bishop wysłała 2 przesyłki z materiałami wybuchowymi do Paula Rosenberga, profesora z Harvard Medical School. Wcześniej była skonfliktowana z profesorem, który miał ją zwolnić z pracy w laboratorium uczelni. Później tłumaczyła się, że była na skraju załamania nerwowego, podczas gdy jej mąż, Jimmy Anderson, miał pochwalać działania żony i dodatkowo samemu zachowywać się w sposób niezrównoważony podczas przesłuchania, mówiąc iż chciałby rozstrzelać, zadźgać i udusić profesora Rosenberga. Ostatecznie śledztwo i w tej sprawie także zostało zamknięte bez wnoszenia zarzutów przeciwko Bishop i jej mężowi.
W dniu 16 marca 2002 roku Bishop uderzyła w twarz kobietę w restauracji sieci IHOP ponieważ kobieta ta zajęła ostatnie dostępne miejsce w zatłoczonej restauracji gdzie Bishop chciała zjeść posiłek razem ze swoim dzieckiem, co doprowadziło ją do wściekłości.

## Proces
W dniu 15 lutego 2010 Bishop przedstawiono zarzuty w związku ze strzelaniną na uniwersytecie. Prokuratorzy domagali się dla niej kary śmierci, podczas gdy obrona argumentowała iż była ona niepoczytalna i cierpi na schizofrenię paranoidalną.
W dniu 18 czerwca 2010, 2 dni po tym gdy przedstawiono jej kolejne zarzuty w związku ze śmiercią jej brata z 1986, Bishop próbowała popełnić samobójstwo w swojej celi. Przetransportowano ją do szpitala, a następnie z powrotem przeniesiono do aresztu.
Na rozprawie we wrześniu 2011 roku Bishop nie przyznała się do winy, uważając iż była niepoczytalna w trakcie strzelaniny na uniwersytecie. W dniu 24 września 2012 roku sąd uznał ją za w pełni winną stawianych jej zarzutów i skazał ją na dożywotnie pozbawienie wolności bez możliwości ubiegania się o zwolnienie warunkowe.